# Catherine Astrid Salome Freeman
Catherine Astrid Salome Freeman (Mackay, Queensland, 16 de febrer de 1973), més coneguda simplement com a Cathy Freeman, fou una atleta australiana d'ètnia aborigen. Era especialista en proves de velocitat i va ser campiona olímpica dels 400 metres llisos als Jocs Olímpics de Sydney 2000.

## Biografia
Amb només 16 anys va integrar l'equip australià de relleus 4x100 metres que va guanyar l'or als Jocs de la Commonwealth a Auckland, Nova Zelanda, el 1990. Va participar en els Jocs Olímpics de Barcelona 1992, sent la primera atleta aborigen en participar en uns Jocs. Convertida ja en una de les millors especialistes del món, als Jocs Olímpics d'Atlanta 1996 va guanyar la medalla de plata en els 400 metres llisos per darrere de la francesa Marie-Jose Perec. En aquesta carrera va fer la millor marca de la seva vida amb 48,63, però solament li va permetre ser segona. En els anys següents va ser la gran dominadora d'aquesta prova. Va guanyar l'or als mundials d'Atenes 1997 i Sevilla 1999. El moment més important de la seva carrera va arribar als Jocs Olímpics de Sydney 2000, celebrats en el seu país. En la cerimònia d'inauguració va ser última portadora de la torxa olímpica i l'encarregada d'encendre el peveter de l'estadi. A la final dels 400 metres disputada el 25 de setembre no va defraudar les expectatives dels seus compatriotes i va guanyar la medalla d'or amb una gran marca de 49,11, la millor del món de l'any, i amb gairebé mig segon d'avantatge sobre la jamaicana Lorraine Graham (49,58).
Després dels Jocs es va convertir en una heroïna nacional, i pràcticament es va retirar de l'atletisme. Es va prendre un any sabàtic el 2001, encara que va retornar el 2002, on va participar en els Jocs de la Commonwealth de Manchester i en diverses competicions de segon nivell. Davant el discret dels seus últims resultats, el 16 de juliol de 2003 va anunciar en una roda de premsa la seva retirada definitiva de les pistes.
A més dels seus triomfs atlètics, Cathy Freeman és una icona del poble aborigen australià. En diverses competicions, després de guanyar alguna prova es passejava embolicada en la bandera aborigen.

## Marques personals
- 100 metres - 11.24 (Brisbane, 1994)
- 200 metres - 22.25 (Victoria, 1994)
- 400 metres - 48.63 (Atlanta, 1996)